# East Side Story (Squeeze)
East Side Story è un album del gruppo musicale britannico Squeeze, pubblicato dall'etichetta discografica A&M il 15 maggio 1981.
L'album è prodotto da Roger Bechirian ed Elvis Costello. I brani sono interamente composti da Chris Difford e Glenn Tilbrook, membri del gruppo, mentre gli arrangiamenti sono curati da Del Newman.
Dal disco vengono tratti i singoli Is That Love, Tempted, Labelled with Love e Messed Around.

## Tracce

### Lato A
1. In Quintessence
2. Someone Else's Heart
3. Tempted
4. Piccadilly
5. There's No Tomorrow
6. Heaven
7. Woman's World

### Lato B
1. Is That Love
2. F-Hole
3. Labelled with Love
4. Someone Else's Bell
5. Mumbo Jumbo
6. Vanity Fair
7. Messed Around